# Flaming andyjski
Flaming andyjski, czerwonak andyjski (Phoenicoparrus andinus) – gatunek dużego ptaka brodzącego z rodziny flamingów (Phoenicopteridae). Występuje w zachodniej części Ameryki Południowej. Nie wyróżnia się podgatunków. Narażony na wyginięcie.

## Morfologia
Długość ciała wynosi około 100 cm, zaś jego masa 2–2,4 kg. Dziób u nasady żółty, poza tym czarny. Nogi żółte. Generalnie upierzenie białe, różowawe na piersi. Lotki czarne, pokrywy skrzydłowe i podskrzydłowe II rzędu czerwone.

## Zasięg
Występuje w północnym Chile, północno-zachodniej Argentynie, w zachodniej Boliwii i na południowych krańcach Peru. Obserwacje z Brazylii początkowo wskazywały na to, że przebywające na terenie państwa osobniki znalazły się tam przypadkowo, np. w wyniku silnych wiatrów; ostatnie obserwacje grup do 32 osobników wskazują na możliwość istnienia tam nielicznej populacji zimującej. Spotykany zazwyczaj na wysokości 3500–4500 m n.p.m. w okolicach słonych jezior. Może poruszać się między zbiornikami w razie braku pokarmu.

## Zachowanie
Żywi się małymi glonami odcedzanymi z warstwy wody nad osadem dennym, w szczególności okrzemkami (Bacillariophyceae) z rodzaju Surirella. W trakcie żerowania powoli kroczy, raz po raz przystając. Flaming andyjski odzywa się wyższymi dźwiękami niż flaming chilijski (Phoenicopterus chilensis). Zazwyczaj wydaje z siebie kwaczące, podobne jak u kaczek KAH-KAH-kah-kah-kah, wysokie szczebiotliwe gwizdy, nosowe chrząknięcia lub płaczliwe, zawodzące gwizdy.

## Lęgi
Okres lęgowy trwa w grudniu i styczniu. Ptaki tworzą kolonie liczące do kilku tysięcy osobników. Gniazdo stanowi kopiec z mułu. Składa jedno białe jajo, które następnie wysiaduje blisko 28 dni. Młode w momencie wyklucia porasta szary puch; ma prosty dziób i jest karmione wydzieliną z wola, póki jego dziób nie osiągnie odpowiedniego do filtracji kształtu. Po trzecim roku życia przybiera szatę dorosłą.

## Status zagrożenia i ochrona
Przez IUCN gatunek klasyfikowany jest jako narażony (VU, Vulnerable), niezmiennie od 1994. Populacja w 2010 liczyła 38 600–38 700 osobników. W połowie XIX w. i ponownie w latach 80. zbierano jaja flamingów andyjskich w tysiącach sztuk rocznie w celach sprzedaży jako pożywienie. Prócz tego zagrożenie stanowią wahania poziomu wody (także wywołane działalnością człowieka), erozja w miejscach rozrodu i niszczenie ich przez działalność kopalnianą.
P. andinus figuruje na liście załącznika II CITES i załącznika I CMS (Convention on the Conservation of Migratory Species of Wild Animals). Do tego występuje na 49 obszarach uznanych za ostoje ptaków IBA, w tym chronionych, jak np. Park Narodowy Sajama i Park Narodowy Tunari w Boliwii, Park Narodowy Lagoa do Peixe (Brazylia), Park Narodowy Lauca, Park Narodowy Nevado Tres Cruces, PN Salar del Huasco i PN Volcán Isluga (Chile).